# Tartarín de Tarascón

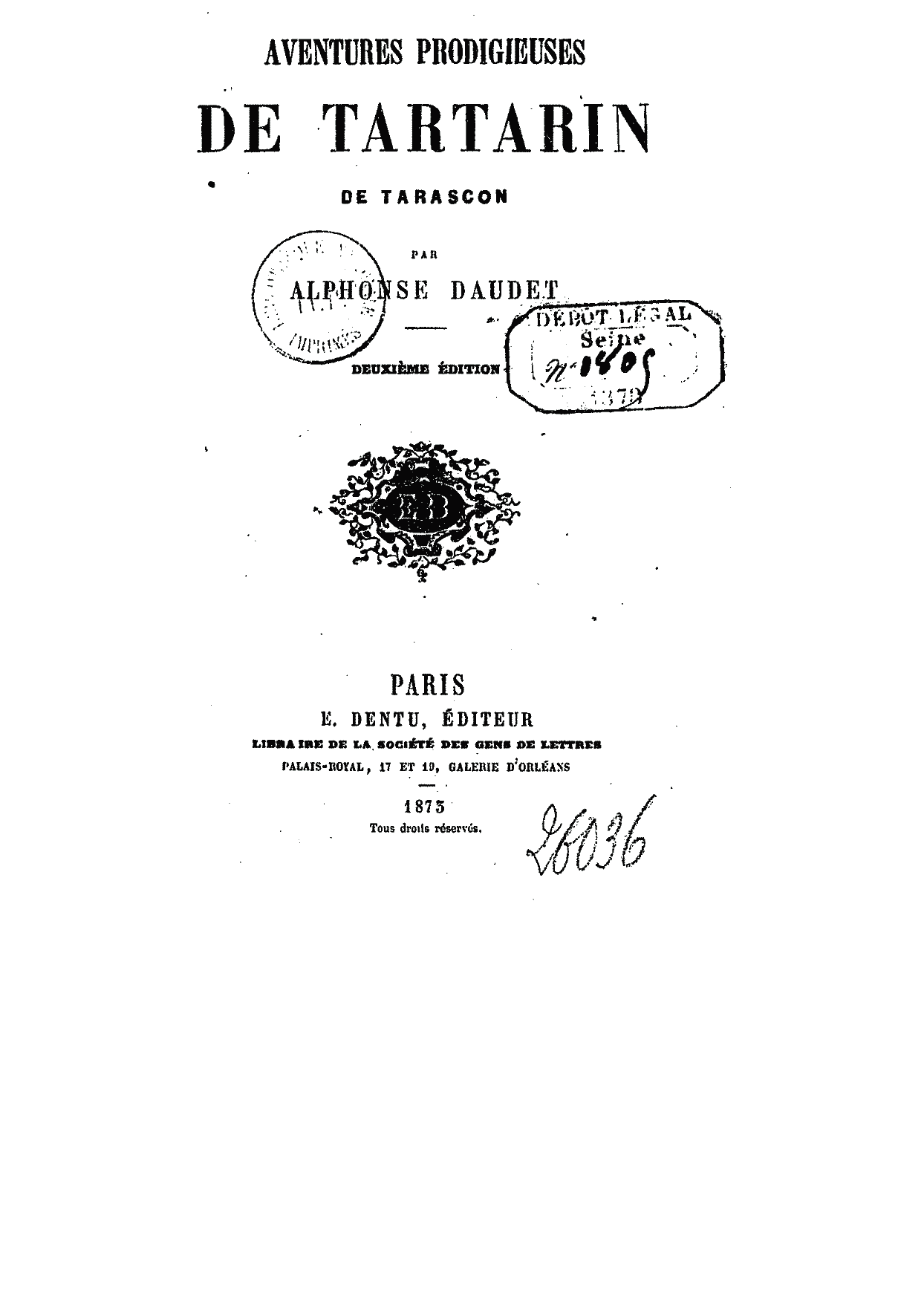
Portada del libro "Tartarín de Tarascón"

Tartarín de Tarascón (en francés Tartarin de Tarascon) es un personaje ficticio protagonista de la novela Las aventuras prodigiosas de Tartarín de Tarascón (en francés Les aventures prodigieuses de Tartarin de Tarascon) de 1872 de Alphonse Daudet.

## Personajes
- Tartarín de Tarascón
- Pascualón
- Fernando Bezuquet
- Baia
- Princesa Likiriki
- Rey Negonko
- Bompard
- Bravida
- Duque de Mons
- Príncipe Gregory de Montenegro
- Costecalde
- Padre Batailet
- Excourbanies
- Franquebalme
- Capitán Barba Azul
- Comodoro Plantagenet
- Señora Plantagenet

## Argumento

### Tartarín de Tarascón

#### Episodio primero: En Tarascón
Se da inicio a la persona de Tartarín como un hombre sin igual en toda Europa, con una colección de armas de todo el mundo, entre las que se mencionan rompecabezas, krises malayos, lazos mexicanos, etc., y una biblioteca abundante de historias de aventuras con autores tales como Julio Verne, James Cook, James Cooper o Gustave Aimard; siendo, pues, muy culto. 
Se da una introducción a las costumbres tarasconenses, tales como su búsqueda interminable por la caza imaginaria y el sustituto de ésta por las gorras, las romanzas bien aprendidas 1 para cada familia o las extrañas fantasías en el habla.  
La opinión popular sobre Tartarín es favorable, aunque no está exenta de críticas. Se narran las continuas fantasías y pensamientos paranoicos de Tartarín sobre enfrentar gente peligrosa y vivir aventuras vernianas.  
Cientamente, a pesar de que Tartarín parecía más peligroso que una compañía de piratas malayos y tenía tantas armas como nadie, él no había salido jamás de las inmediaciones a Tarascón en su interior hay una constante batalla entre, haciendo referencia a El Quijote de la Mancha, el Quijote y Sancho; siendo Sancho su personalidad aficionada a la comodidad burguesa y El Quijote el atrevido caballero sin miedo a la incomodidad. Esta constante lucha, en la que Tartarín-Sancho solía ser victorioso, evitaba que el intrépido sureño partiera a aventuras a las que se le invitaban, como aquella de Shanghái. Como se refirió antes, los tarasconenses y provenzanos son muy fantasiosos, pero no mentirosos, por lo que el mismo Tartarín afirmó haber ido a Shanghái y no dudó jamás de sus palabras. 
Tras la llegada de un circo un león de Atlas, Tartarín quedó excitado por semejante bestia que conocía muy bien gracias a sus lecturas. Inmediatamente surgió el rumor de que partiría a Argelia para cazar a ese animal, esto sin él siquiera enterarse. Tartarín nunca lo desmintió; primero daba respuestas distraídas y terminó por afirmarlos con plena seguridad. Sin embargo, el viaje no ocurría en ya 3 meses, y la gente comenzó a burlarse y desprestigiarlo, aunque Tartarína ya creía haber ido y vuelto. Finalmente Tartarín-Sancho decidió seguir los pasos de los exploradores que tanto estudió, como Mungo Park, René Caillié, David Livingstone y Henri Duveyrier, tras la motivación dada por Bravida.  

#### Episodio segundo: Entre los Turcos
Para los tarasconenses Argelia, Egipto o Marruecos eran lo mismo: Turquía. 
Ya se había comenzado el viaje a Turquía partiendo de Marsella, en un barco donde conoció al el piloto, el capitán Barba Azul, y un elegante y culto príncipe montenegrino, después de haber sufrido terriblemente los mareos de su primer viaje sobre el mar.
Tartarín quedó consternado, nada era como lo imaginaba. Cualquier negro que veía era confundido por sus ojos por piratas, no habían leones a simple vista de Argel y parecía que había más turcos en Marsella que en la misma Argel. 
Tras un fatídico accidente cazando un burro en lugar de un león de Atlas, se decidió a ir más al sur según le instruyeron unos compatriotas de Alsacia. 
Sin embargo, cuando iba de regreso a su hotel tuvo un enfrascamiento amoroso con una turca en el coche. El héroe provenzal se quedó estupefacto y trató por todos los medio buscarla en la parte turca de la ciudad, pero fracasó. Un día se encuentra con el príncipe y este al reconocer en él una verdadera amistad, rápidamente encuentra para él a la misteriosa mujer, aunque era ligeramente diferente a como la recordaba. La misteriosa argelina se llamaba Baia, pero no hablaba francés o algo parecido. Se logra mantener una relación con su encanto moro gracias a la inspiración de Lamartine, Aimard y Cantar de los Cantares, por lo que Tartarín olvida por completo su aventura; compra una casa y vive como un turco con Baia. 
Tartarín-Sancho estaba compladisísimo con la nueva vida hasta que, un día, una burlas del capitán Barba Azul comenzó el resurgir de Tartarín-Quijote. Este capitán le comentó burlesco que si era cierto que estaba con una mora que fingía no hablar francés y que en ausencia de su esposo, ésta cantaba las bellas canciones francesas. Al mismo tiempo, Tartarín lee en el periódico un mensaje urgente sobre la inquietud de Tarascón por su cazador de leones, tal vez ya devorado por las fauces del león o las del Sahara.  Tartarín se avergonzó de su molicie y partió a la mañana siguiente al desierto.

#### Episodio tercero: En el país de los leones
Toma un coche al sur, donde se encuentra con la antigua diligencia de Nimes, que perdió su trabajo por los trenes, y un grupo de tímidos hombres. Hubo un hombre chaparro que parecía incómodo por su apariencia bélica de Robinson Crusoe, por lo que Tartarín hizo gala y soberbia de ser un célebre cazador de leones que ya llevaba cientos de leones y panteras en su historial. El hombre chaparro le advirtió que ya un amigo suyo, Chassaing, había matado al último león. Tartarín le preguntó al cochero quién era ese soberbio hombre pequeño, y él responde que era Bombonnel, el célebre cazador de panteras, al que Tartarín dijo haber conocido y haber cazado juntos. 
Avergonzado, Tartarín se baja del coche en Miliana, donde da un sobresalto al ver un enorme león, pero al ver que parecía un gato entrenado con un plato en el hocico y escoltado por unos negros con garrote, se enojó como nunca por humillar de es esa forma a un animal tan glorioso. Comenzó una pelea entre el heroico tarasconés y los negros guardas del león, hasta que llegó el príncipe montenegrino a detener la pelea; cosa que fue sencilla por su quepis; el príncipe explicó que se trata de una especie de monasterio musulmán antiquísimo que envía leones entrenados para pedir limosnas y sostener el recinto. 
A las orillas del Cheliff, se hicieron de un camello flaco, débil y feo, pero muy leal. Conforme iban al meridiano todo se mostraba miserable, ruinoso y con vicios.  
En una ocasión se creyó oír un león, por lo que Tartarín tan armado como Robinson Crusoe, salió a buscar una emboscada, mientras le confió todo al príncipe que lo esperaría en un sepulcro. El cazador esperó por algunas horas en un sotillo, pero fue vencido por el miedo ante la noche rojiza el ruido incesante del desierto, por lo que regresó al sepulcro, pero no había nada más que su camello: el supuesto príncipe huyó con todo su dinero. 
A la mañana siguiente despierta con el terrible rostro de un león frente a él, pero ahora no temió y le disparó sin vacilar. Inmediatamente saltaron 2 negros engarrotados y furiosos, pero que fueron aplacados por un milagro católico: un guardia de Orleansville (Chlef). Tartarín fue prisionero de la justicia por estar disparando en zona no permitida. Vendió lo que le quedaba para pagar la multa y enviar la piel del león a Bravida.  
Le apenaba el camello, por lo que intentó deshacerse de él, pero este le seguía adonde fuera. Ya en su casa, quedó perplejo ante el siguiente espectáculo: Baia hablando en un francés perfecto y de fiesta con el capitán Barba Azul. Tartarín, enfurecido, decidió irse, pero como ya no tenía nada, el amante capitán lo regresaría a Marsella gratis, no sin antes que el tarasconense subiera al alminar y gritara de cosas, tras saber que Baia y el muecín eran enamorados. Ya partidos, el camello se metió al mar para seguir al barco, y el capitán lo rescató por compasión.

### Port-Tarascón

#### Libro primero
Comienza por mencionar el descontento de Tartarín con las recientes reformas del gobierno: prohibición de corridas de toros y la clausura del monasterio de los Padres Blancos, al que Tartarín y los tarasconenses ayudaron a defender contra el ejército.  Los Padres Blancos se acomodaron muy bien en las casas de los taraconeneses, pues éstos querían tener al menos uno de estos santos hombres.
Un día llega Tartarín en compañía de un elegante duque del norte: el duque de Mons. El duque le presente un negocio a Tartarín, Bezuquet y el padre Bataillet sobre un paraíso terrenal en Polinesia y la oportunidad de venderles fértiles tierras a los taraconenses. Así pues, a la isla que se le compró al rey Negonko sería bautizada como Port-Tarascón y colonizada por estos gentiles hombres. Incluso, estas personas le enviaban regalos a los nativos, sobre todo ropa para no espantar a las delicadas damas.
Zarpó La farándula, el primer barco con los colonos de más bajo ivel social y que estaban entusiasmados por cosechar en aquellas fértiles tierras, cazar en esos acompasados bosques... Tras su llegada, empezaron a llegar telegramas narrando los paradisíaco de la colonia e incluso mandaron un mapa de cómo iba quedando la nueva ciudad. Se presumía la ausencia de moscas o mosquitos, la abundante agua, el buen clima, el buen trato con los nativos, entre otras cosas. 
Tartarín se preparaba para su futura embarcación leyendo todo lo que encontraba sobre cultovar, navegación y las aventuras de los exploradores Bougainville y Dumont-D'Urville.  Ayudaba a tranquilizar a las mujeres que eran burladas graciosísimamente por sus maridos diciéndoles "¡Ya verás cuando estemos en Poligamia!" en lugar de Polinesia. Todo iba con normalidad a pocos días de zarpar la élite de Tarascón, hasta que un pescador encontró una botella cerrada con un mensaje entró que contenía lo siguiente:
«Tartarín - Tarascón- Europa.
«Cataclismo aterrador en Port-Tarascón. Isla, ciudad, puerto, todo tragado, desaparecido. Bompard, admirable como siempre, y, como siempre, muerto víctima de su abnegación. ¡No partáis, en nombre del Ciele! ¡Que no embarque nadie!»
Naturalmente, Tartarín ignoró la carta  pensando que era una broma.  Si no, ¿cómo llegaría esa botella desde la lejana Oceanía al mismo Tarascón de ola en ola?
Llegó el día de zarpar en el Tutu-panpan. Por supuesto, se llevaron a La Tarasca, bestia antiquísima que fue sometida por Santa Marta de Betania. 
Atravesaron el Canal de Suez, Ceilán, Singapur... Cabe mencionar que las mujeres no dejaban que sus maridos hicieran estas escalas por temor al encanto oriental. Finalmente llegaron al lugar prometido, pero era raro tanto silencio y la usencia del puerto o la misma iglesia. 
Fue a tierra una avanzada compuesta por Tartarín, Bravida, el capellán Bataillet, Tournatoire, excourbanies y algunos milicianos, todos armados hasta los dientes. Al llegar encontraron un presunto barracón, que tenía el nombre de "Farmacia Bezuquet". Al profundizar en la selva hallaron decenas de hoyos con cruces rudimentarias y algunos huesos. Bravida exploró junto con unos milicianos y distinguieron humo. A la lejanía divisaron a un negro danzarín, con un rompecabezas, vestido a con boina y lente. Bravida corrió hacia él creyendo que era el bromista Bompard pero, al llegar, es rápidamente asesinado por un fuerte golpe en la cabeza. Comienza una escaramuza. 
Tras reagruparse, y tras la negativa del capellán por ir con los salvajes moviendo una palma, prefiriendo un rifle, llegó un salvaje barbado dando brincos. Era Bezuquet, todo tatuado y vestido como los nativos. Deciden volver al barco para conocer la historia: el gobernador interino Bompard cayó enfermo y fue dejado poco después de Marsella; la isla estana vacía, pero llegaron con ánimos. Nada germinaba de la tierra con más de 10 meses de lluvia. Los mosquitos los acosaban y los nativos traidores los invadieron una noche, llevándose a todos y celebrando festines caníbales por un mes: el padre Vezole exclamó  «¡Alabado sea Dios!» momentos antes de ser canibalizado. Bezuquet fue el único sobreviviente, haciéndose pasar por ellos.
Muchos empezaron a culpar al duque por canalla, pero Tartarín lo defendía, arguyendo un malentedido. Taratarín decide quedarse para no permitir que sea en balde lo sucedido, por lo que es acompañado por un puñado de tarasconenses. El resto vuelve a Francia con la Tarasca.  

#### Libro segundo
El secretario Pascualón  comienza la bitácora de la colonia. Se construyeron algunos jacales y se dispusieron a comenzar el cultivo extensivo de tierras, más la caza. Todo fracasó. Por más que Bezuquet, quien se quedó por vergüenza a regresar a Francia tatuado como salvaje, les advertía sobre la imposibilidad de cosechar cualquier semilla que trajeran de Europa. No podía mantenerse calientes por la dificultad de mantener un fuego constante entre tanta humedad. Los tarasconenses, tan alegres y joviales, se veían semanas enteras encerrados en sus jacales burdamente construidos. Con respecto a la caza, también fue un fiasco. No existían presas como fuero prometidas, y con suerte comían lagartijos que, realmente, eran de buen sabor. Por otro lado, no podían adentrarse a los bosques ya que el toro que llevaron se escapó y se volvió salvaje, siendo sumamente peligroso.
El primer bautizo de la colonia fue motivo de alegría. Tartarín ordenó que se dieran más raciones para celebrar el nacimiento. 
Confieza Pascualón que la colonia no puede esperar tener gran éxito si sus habitantes solo son pequeñoburgueses y tenderos. El único que sabía todo, que había leído todo, era Tartarín. 
En un ocasión en la que la lluvia había parado y resplandecía el sol, el aire de los melancólicos tarasconenses mejoró. Improvisaron una plaza para realizar una corrida de toros con las únicas vacas que les quedaban. Todo fue mucho gozo, las vacas estaban furiosas. Se salieron del redil y corrieron hacia el mar, donde caminaban firmemente. Los animados franceses les llamaban para atraerlas, pero fue inútil; llegó el momento en que se dejaron de ver los cuernos de las bestias. 
Tras esta tragedia, los franceses querína combatir el mal humor con una guerra. Sabían que el rey Negonko huyó a una isla vecina tras la escaramuza del primer día. Zarparon 20 milicianos, incluidos Excourbanies y el marqués de las Espazettes. Fueron 3 largos días sin saber de ellos, hasta que regresaron triunfales, afirmando haber provocado una masacre de salvajes, y traín como prisioneros al rey traidor y a su hija Likiriki. 
Naturalmente, el pueblo quería fusilar a los prisioneros caníbales. Sin embargo, Tartarín pensó ser más político y saludó a los salvajes con lo que había aprendido de Cook, Bougainville y D'Entrecasteaux. El negro rey no entedía francés, pero al embriagarse sorprendió cantando una romanza de Tarascón. Se supo que aprendió ligeramente las modas tarasconeneses, por lo que se le interrogó sobre el duque de Mons y la venta de la isla, pero negó saber algo. Finalmente, Negongo les vendió la isla a los colonos por un barril de ron, diez libras de tabaco, dos paraguas de algodón y una docena de collares de perro. 
Pese a la existencia de cerdos salvajes y canguros, era difícil cazarlos, sobre todo por el mal clima. Este mal clima enfermaba a los colonos, pero eran rápidamente aliviados por una sopa de ajo. El ajo se había vuelto la principal droga de los heroicos colonos. Era su mayor consuelo. Por lo que los insurgentes, como Costecalde, empezaron a correr el rumor de que se agotaba el ajo para dañar la imagen del gobierno. La verdad era lo contrario y, además, eran Costecalde y sus camaradas quienes iba en la noche al almacén para acapararse de provisiones. Tartarín fue pacífico, hasta que vio necesario destituirlo a él de los cultivos, y a sus satélites. El furor fue tal que marcharon contra el Gobierno armados, pidiendo la cabeza del gobernador; sin embargo, llovía a cántaros, por lo que iba con paraguas; además, Tartarín se preparó, acompañado de sus fieles amigos, armado en la sala del jacal, por lo que se retiraron. Al día siguiente hubo elecciones y el gobierno mantuvo el poder.
Inmediatamente se bautizó a Likiriki, pero, cuando debía ser un buen día, notaron que los insurgentes había escapado con la única chalupa de la colonia, y con muchas provisiones. El gobierno determinó que se les arrestaría, pero no explicó cómo. Lo más indignante es que los 3 prófugos dejaros a sus esposas e hijos. 
A la mañana siguiente surgió otra gran noticia: Tartarín anunció su intención de casarse con Likiriki. Pero hacían extraña pareja: Tartarín tenía 60 años ¡y Likiriki entre 12 y 15! Ella fue purificada, pero seguía con el comportamientoo salvaje. La noticia causó descontentó entre las mujeres principalmente. La boda se realizó a finales de diciembre.
Poco después se dio anuncio de haber divisado un barco. Tartarín estaba satisfecho por reconocer en el barco a su querido duque de Mons. Todos se llenaron de alegría por ser salvados por el honorable duque. Pero una sorpresa mayor que la misma aparición del barco ocurrió: comenzó un ataque a la isla con los cañones. ¡Estaban tirando a la bandera francesa! Cuando la bajaron dejaron de disparar y llegó una avanzada a la isla. Los soldados se identificaron como británicos y les hicieron saber que esa isla pertenecía a Londres  y no a Francia ni al duque de Mons. Les advirtió sobre la estafa que les había realizado el rey Negonko y les dio un día para evacuar la isla, pero como carecían de tripulación, son los mismos británicos quienes se los llevan. Solo Tartarín y el secretario Pascualón se alojan en un camarote, dado que él fue el único en acompañar a Tartarín en calidad de prisionero. Es importante comentar que la princesa Likiriki fácilmente decidió quedarse en la isla, con su padre.
Tartarín, en su melancolía por ser abandonado por su esposa, es consolado por Pascualón haciéndole notar la analogía entre su situación y la de Napoleón; siendo prisionero de los ingleses y abandona por María Luisa. Inmediatamente Tartarín se recompone y parece más orgulloso. A todo esto, ya había aceptado ser víctima del duque belga y era el objeto del odio de todo su pueblo. 
Cuando Tartarín se enteró de la bitácora de Pascualón, hallazgo triste, vio en él una similitud con Las Cases.

#### Libro tercero
Tartarí entró solemnemente al Tomahawk. Fue amablemente recibido por los ingleses, gracias a su calidad de gobernador y por su fama de cazador de leones. Ya en a un día de estar en altamar, Pascualón le reveló que entre los prisioneros, abarratodos debajo del puente, se encontraba el infame de Costecalde, quien había sido hallado por los ingleses y había colaborado para dar con la colonia. Por si fuera poco, afirmó haber visto a La Tarasca. 
Tartarín entretenía a los jóvenes guardiamarinas y la esposa del comodoro, que parecía enferma. El comodoro, en quien vio reflejado a Hudson Lawe, seguida iba por ella. En un ocasión con aguas turbulentas, observaron una especie de ballena rara, al que decidieron tirarle cuando menos, ya que no se les permitió cazarla. Tartarín juzgaba cada tiro equivocado, hasta que un guardiamarina le cedió su fusil y logró acertarle. Inmediatamente hubo una algarabía, pues ese cetáceo era realmente La Tarasca... Tartarín supo inmediatamente que ese disparo le traería su fin.
A los día son invitados los dos prisioneros a cenar con el comodor, su esposa, el médico y otros oficiales importantes. Tartarín supo comportarse entre los ingleses, no mostrando debilidad y aun siendo muy coqueto con la señora Plantaganet, como si el comodoro se encontrase a 5 mil kilómetros a la distancia. El pobre Pascualón sufría por ver semejante interacción. Al tanto después, cuando abrieron vino, Tartarín se levantó y se fue, siguiendo los pasos de la esposa del comodoro, pero que Pascualón explicó con la sobriedad perpetua de su gobernador. 
Tartarín se encontró con la pálida señora en el puente, y le explica su trágica historia con Likiriki, con algo de exagerado romanticismo y lágrimas de dolor, por lo que la tierna inglesa se compadeció tanto del dolido francés, que no pudo evitar lagrimear un tanto mientras se aproximaba al gobernador. El comodoro interrumpió la escena.
Las semanas siguientes traspasaron cómodamente y con mucha admiración de la gente. Tartarín se sentía como Víctor Jaquemont: aliviado de lograr hacer feliz a los ingleses, pese a ser tan serior y severos. Ya habían cruzado Sicilia y se aproximaban a Gibraltar cuando, con mucha alegría, vieron el pabellón francés y una lancha aproximándose al Tomahawk. No fue alegría por mucho tiempo:  los oficiales franceses se llevaron arrestados al gobernador y a su secretario, mientras el resto de tarasconenses celebraban tal acto. 
Fueron llevados a la cárcel de Tarascón, que era el antiguo castillo del rey Renato I de Nápoles,  mientras esperaban el juicio por homicidio imprudencial, estafa y violación a las leyes de migración. Se encontraban en mazmorras separadas y periódicamente eran cuestionados por el juez. Ambos veía desde su celda que en el pueblo de Beaucaire, en la torre de su castillo, se encendía una fogata cada noche, por lo que Pascualón creyó que se trataba de los amigos de Tartarín que buscaban libertarlo. 
Tenía razón. El juez los interrogó sobre una carta que fue hayada en el Ródano que decía lo siguiente:
«Tartarín. - Tarascón. - Cárcel de villa. -
«¡Ánimo! Un amigo vela al otro lado del puente. Lo pasará cuando sea llegado el momento.
Una víctima del duque de Mons»
Llegó el día del juicio. Hacía tanto calor como en Argelia. Los tarasconenses tan acostumbrados al calor, tomaban las mismas medidas que las que se toman en su colonia africana. Pero estaban atiborrados en el castillo esperando la peor de las sentencias posibles. Los jueces, que eran del norte, estaban amodorrados por el calor, no prestaban atención a los testimonios y llegaron a dormirse. Cada que despertaban, oían largas acusaciones de horas sobre cómo el tirano Tartarín cobraba severos impuestos y los miles de muertes que se presentaron. Sin embargo, por un ejercicio sencillo de interrogación, los jueces descubrieron muchas contradicciones entre las mismas, como las muertes de muchos colonos, incluyendo las de los compañeros del insurgente Costecalde. Referían la muerte al menos varias decenas de miles, pero nunca hubo más de 400 colonos.
El único que no refería muertos que se encontraban vivos fue un sobrino de Bompard, pero ¡oh, sorpresa! Bompard llegó, cambiado de aspecto. Bompard condenó a todos, sobre todo a su sobrino por hablar así de Tartarín y tomar por criminal a la personificación del honor. Bompard refirió cómo cayó enfermo, poco después de que el duque de Mons le entregara una carta que no debía hasta llegar a las islas del Almirantazgo. Bompard es dejado en tierro y, al sanar, descubre en su bolsillo la carta que debía leer. En esta se encontraba lo siguiente:
«Al señor Gonzaga Bompard, gobernador interino de la colonia de Port-Tarascón, para que la abra a los 144°30′ de longitud este, frente a las islas del Almirantazgo.
«Mi querido señor Bompard: 
«No hay broma, por graciosa y buena que sea, que no deba terminarse.
«Virad de bordo inmediatamente y regresad a vuestra casa con vuestros tarasconenses.
«Aquí no hay isla, ni tratado, ni Port-Tarascón que valga , ni áreas, ni hectáreas, ni destilerías, ni ingenios de azúcar, ni nada que se le parezca... Aquí no hay más que una estupenda operación financiera que me ha proporcionado algunos millones, que a estas horas están cuidadosamente puestos en lugar bien seguro, lo mismo que mi «noble» persona.
«Esta no es otra cosa que una graciosa tarasconada que vuestros paisanos y su ilustre jefe Tartarín me perdonarán, puesto que los he tenido ocupados y distraídos, y les he devuelto el humor y el sabor de su pueblecillo, que habían perdido. 
Duque de Mons
«Tan duque como de Mons. Todo lo más de los alrededores. » 
Fueron absueltos. Al tiempo parecía que no había muerto nadie. Incluso el padre Vezole, que debió de ser comido, regresó. Sin embargo, ahora todos odiaban a Tartarín; todos excepto Pascualón, Bompard y algunos pocos amigos. Tartarín vio cómo fue engañado por la imaginación y cómo lo veían ahora. Pascualón lo visitaba cada semana, también el abogado. Esta melancolía y abatimiento moral hizo que se mudara a Beaucaire, con Bompard. La despedia fue seca y llena de dolor. 
Daudet rompió la cuarta pared al comentar Tartarín que este tal Daudet lo había llamado el Quijote en la piel de Sancho. Tartarín aceptaba todos estos comentarios y afirmaba dejar de star ciego.
Pasaron 3 meses cuando, en un día de eclipse de Sol,  se anuncia la muerte de Tartarín de Beaucaire. 
Ahora los taraconenses no querían parecer un pueblo exagerado y desmedido como en el juzgado, por lo que fingieron componerse y apenas mostraron malestar por Tartarín. Según Pascualón ahora exageran de distinto modo: de decir «había medio millar, como mínimo» pasaron a decir «lo máximo fue media docena».

## Historia
Tartarín vive en el pequeño pueblo francés de Tarascón. En ese lugar, es presidente de la asociación de caza local y muy admirado por todos sus vecinos. Un día se desplaza a África para cazar un león. En el viaje conoce a un supuesto príncipe de Montenegro, que en realidad es un timador que espera estafarlo. Adquiere un camello para buscar al león y cazarlo. En el transcurso de su viaje salva de unos bandidos a una diligencia. Finalmente, cazará un león. Aunque se encontrará con que era un animal ciego y manso que un par de mendigos usaban para ganarse la vida exhibiéndolo, por lo que es linchado por esto. Sin embargo, sí puede conseguir la piel del animal y demostrar a sus vecinos que dio caza a un gran león.